# Cottingley (Bradford)
Cottingley – wieś w Anglii, w hrabstwie ceremonialnym West Yorkshire, w dystrykcie metropolitalnym Bradford. Leży 19 km na zachód od miasta Leeds i 283 km na północny zachód od Londynu. Jest prawdopodobnie najbardziej znana z wróżek z Cottingley, które pojawiły się na serii fotografii wykonanych tam na początku XX wieku.

## Geografia

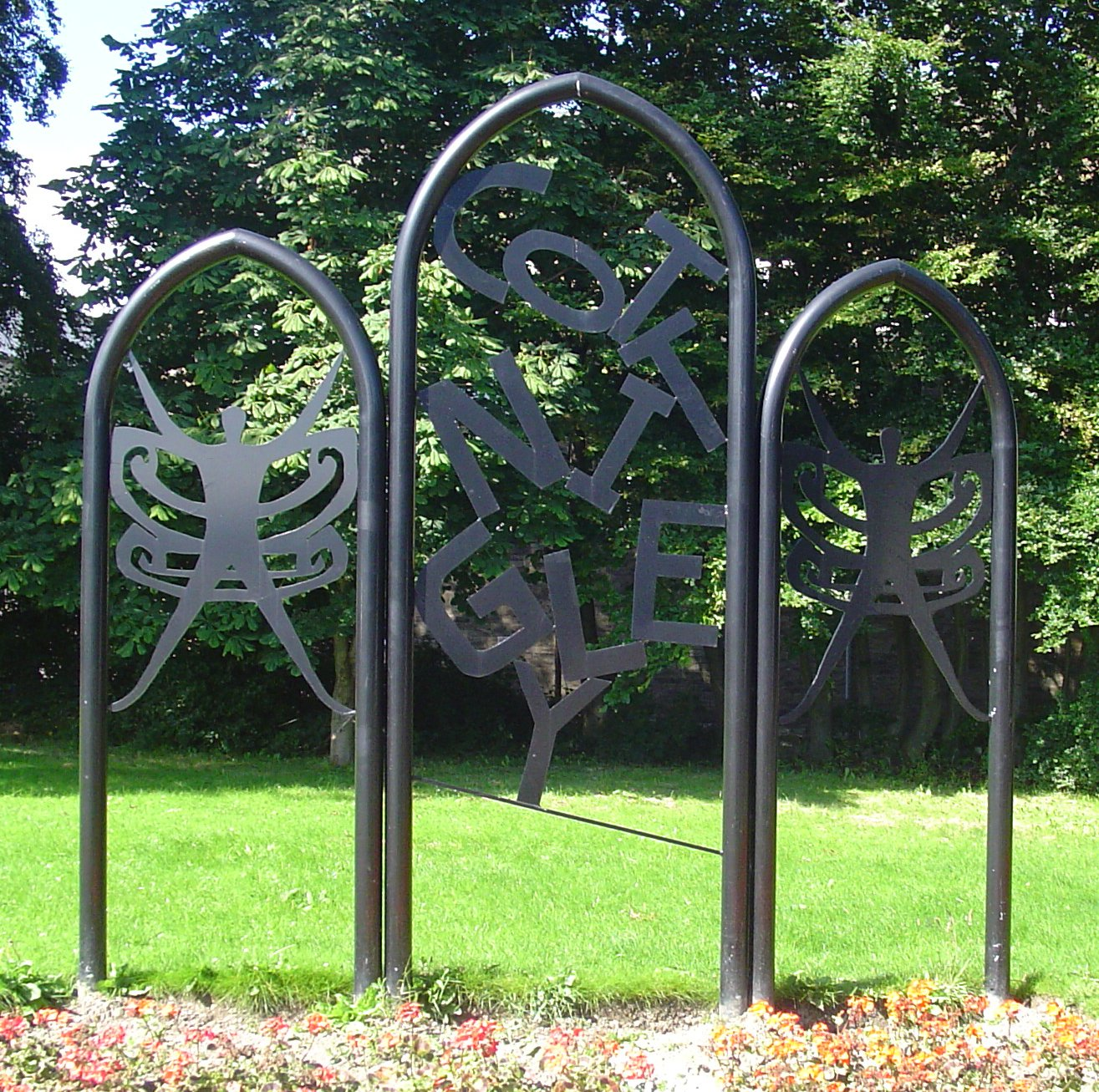
Znak wróżek w Cottingley

Wieś leży w dolinie Aire między Shipley i Bingley około 100 metrów nad poziomem morza. Na północ od wsi przebiega droga A650. Cottingley było poprzednio położone przy głównej drodze, zanim została zbudowana autostrada od mostu do Bingley w 1825 roku. Ziemia na wschód od B6269 jest głównie płaska i na zachód wznosi się na wysokość 170 metrów w March Cote Farm. Potok Cottingley utworzył głęboki, wąski i skalisty kanał płynący na północ do rzeki Aire.
Obszar znajduje się na Millstone Grit; niższe stoki pokryte są gliną zwałową i osadami rzecznymi. Istnieją również oznaki osadów lodowcowych. Na terenie wsi znajdują się pokłady węgla. Stare szyby górnicze znajdują się na polach po obu stronach Cottingley Cliffe Road. Są one pokazane jako (Stare) Szyby Węglowe na mapie obszaru z 1852 roku, która zdaje się sugerować, że niektóre z nich wciąż pracowały w 1852 roku.